# Location (Karol G)
Location è un singolo della cantante colombiana Karol G, del rapper portoricano Anuel AA e del cantante colombiano J Balvin, pubblicato il 12 febbraio 2021 come quarto estratto dal terzo album in studio di Karol G KG0516.

## Video musicale
Il video musicale, reso disponibile in concomitanza con l'uscita del singolo, è stato diretto da Colin Tilley.

## Tracce
Testi e musiche di Carolina Giraldo Navarro, Emmanuel Gazmey, José Álvaro Osorio Balvin e Daniel Echavarria Oviedo.
1. Location – 4:24

## Formazione
- Karol G – voce
- Anuel AA – voce
- J Balvin – voce
- Ovy on the Drums – produzione
- Rob Kinelski – missaggio

## Classifiche

### Classifiche settimanali
| Classifica (2021) | Posizione massima |
| ----------------- | ----------------- |
| Argentina         | 46                |
| Colombia          | 10                |
| Perù              | 15                |
| Portogallo        | 187               |
| Spagna            | 13                |
| Stati Uniti       | 103               |

### Classifiche di fine anno
| Classifica (2021) | Posizione |
| ----------------- | --------- |
| Spagna            | 99        |